# Seznam švedskih arhitektov
Seznam švedskih arhitektov.

## A
- Johan Fredrik Åbom
- Carl Fredrik Adelcrantz
- Göran Josua Adelcrantz
- Erik Ahlsén
- Tore Ahlsén
- Uno Åhrén
- Osvald Almqvist
- Gustaf Améen
- Axel Johan Anderberg
- Sven Ingvar Andersson
- Klas Anselm
- Gunnar Asplund (1885-1940)
- Hans Asplund
- Erik Assmusen

## B
- Sven Backström
- Folke Bensow
- Theodor Anton Bergen
- Rolf Bergh
- Fredrik Blom
- Ferdinand Boberg
- Peter Boisen
- Birger Borgström
- Hans Borgström
- Carl Georg Brunius

## C
- Johan Eberhard Carlberg
- Peter Celsing
- William Chambers (škotsko-švedski)
- Isak Gustaf Clason
- Carl Johan Cronstedt

## D
- Erik Dahlbergh
- Gösta Danielsson
- Louis Jean Desprez

## E
- Fritz Eckert
- Adolf W. Edelsvärd
- Bengt Edman
- Edvin Engström (Södra Ängby, Stora Mossen)
- Ralph Erskine

## F
- Erik Fant
- Archibald Frid

## G
- Wolter Gahn
- Léonie Geisendorf
- Jacob Wilhelm Gerss
- Jan Gezelius
- Carl Cristopher Gjörwell
- Torben Grut
- Eiler Græbe

## H
- Erik Hahr
- Radovan Halper (hrvaško-švedski)
- Paul Hedqvist (Ålsten)
- Hans-Erland Heineman
- David Helldén (Hötorgscity, Hökarängen)
- Alfred Hellerström
- Bengt Hidemark
- Ove Hidemark
- Olof Hult
- Carl Hårleman
- Jon Höjer

## J
- Ernst Abraham Jacobsson
- Aron Johansson
- Cyrillus Johansson
- Erik Josephson

## K
- Björn-Olof Köllner

## L
- Gunnar Leche
- Torsten Leon-Nilsson
- Sigurd Lewerentz
- Fredrik Lilljekvist
- Bengt Lindroos
- Sture Ljungkvist

## M
- Carl Theodor Malm
- Sven Markelius

## N
- Bernt Nyberg
- Carl Nyrén
- Axel F. Nyström

## O
- Johan Oscarson
- Ragnar Östberg

## P
- Erik Palmstedt

## R
- Leif Reinius
- Jean Eric Rehn
- Dag Ribbing
- Eric Rockström
- Gustav Rosenberg

## S
- Sten Samuelsson
- Artur von Schmalensee
- Kurt von Schmalensee
- Fredrik Wilhelm Scholander
- Ture Sellman
- Ingegerd Snis
- Albin Stark
- Ture Stenberg
- Eskil Sundahl
- Carl Fredrik Sundvall

## T
- Olof Tempelman
- Ivar Tengbom
- Nicodemus Tessin starejši
- Nicodemus Tessin mlajši
- Lennart Tham
- Olof Thunström
- Ernst Torulf

## V
- Jean De la Vallée
- Simon De la Vallée
- Georg Varhelyi
- Justus Vingboons

## W
- Theodor Wåhlin
- Lars Israel Wahlman
- Sven Wallander
- Raoul Wallenberg
- Jan Wallinder
- Carl Westman
- Nadja Wiking
- Tage William-Olsson
- Anders Wilhelmson
- Gert Wingårdh

## Z
- Folke Zettervall
- Helgo Zetterwall